# Green Bay Press-Gazette

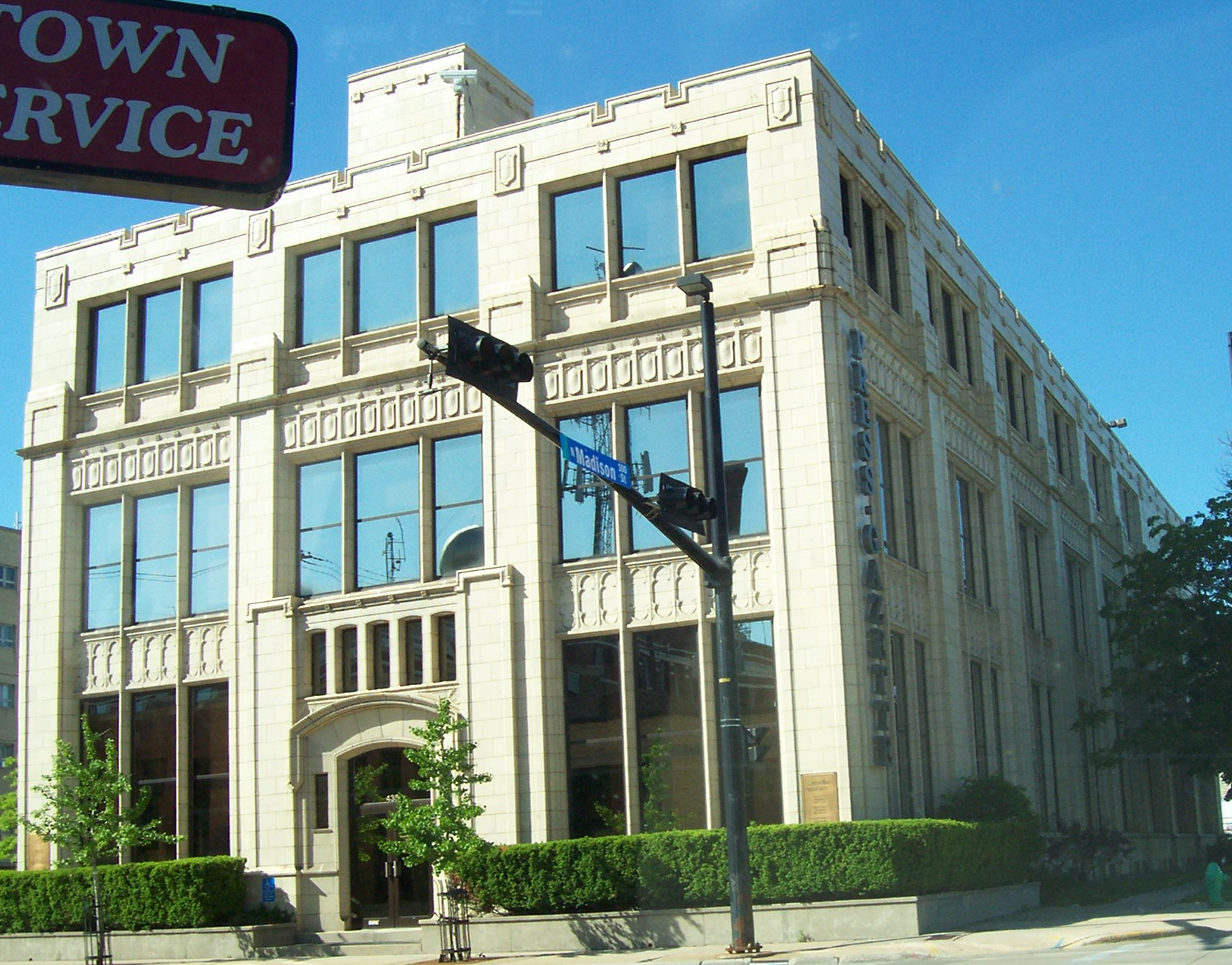
Bâtiments du journal

Le Green Bay Press-Gazette est un journal qui couvre la majorité du nord-est du Wisconsin, dont Green Bay. La Green Bay Gazette a été fondée en 1866 et devint un journal quotidien en 1871. Il a fusionné avec son principal concurrent, le Green Bay Free Press en 1915. Le journal a été acheté par la Gannett Corporation en 1980. Tous les matins 57 675 exemplaires sont mis en vente, et le samedi 83 166 sont mis en vente.